# سلشتئا ده سو
شهر سلشتئا ده سو (به رومانیایی: Săliştea de Sus) در شهرستان مرموره در کشور رومانی واقع شده‌است. جمعیت این شهر ۵٬۱۹۶ نفر  است.